# Mainichi Issho
Mainichi Issho (яп. まいにちいっしょ Майнъити Иссё, Everyday Together!) — онлайн-игра, разработанная BeXide и изданная компанией Sony Computer Entertainment для консоли Sony PlayStation 3, включающая в себя: своеобразную демонстрацию японских новостей, два магазина, чат, несколько мини-игр с возможностью подбора реального соперника по сети и многое другое. Доступна для бесплатного скачивания в японском PlayStation Store.
С 11 ноября 2009 поддержка Mainichi Issho не осуществляется; игра была заменена на Weekly Toro Station.

## История
Mainichi Issho — это часть игровой серии Doko Demo Issyo, которая построена на центральном персонаже по имени Торо, являющегося маскотом японского подразделения Sony Computer Entertainment. Эпизоды этого франчайза появлялись на домашних и карманных консолях Sony PlayStation ещё с 1999 года. С тех пор было выпущено множество сиквелов и дополнений, в том числе и на системах Windows и на мобильных телефонах вроде i-mode.
Эта игра является 12-й по счёту в серии Doko Demo Issyo (яп. どこでもいっしょ) и стала доступна для бесплатного скачивания в японском PlayStation Store сразу после запуска консоли PlayStation 3 в ноябре 2006 года.

## Особенности
- если не выбран ни один из режимов игры, демонстрируется искусственная жизнь самого Торо — как он взаимодействует с доступными предметами в своей комнате или выполняет обычные (повседневные) действия: занимается уборкой своей квартиры, читает, играет, танцует, спит, ходит в уборную, звонит по телефону и т. д. (список постоянно расширяется с выходом новых обновлений).
- происходящее в игре зависит от времени суток или от определённого календарного дня (праздника)
- частота обновления — одна новость в день.
- возможность покупки электронных вещей за иены или заработанные очки Муайл (яп. みャイル).
- Торо Иноуэ, Куро и компания разыгрывают на основе новостей весёлые мини-сценки.
- Mainiti Issyo требует постоянного интернет соединения (так как при каждом запуске на жесткий диск консоли закачиваются видоизменнёные японские новости и обновления самой игры).
- возможность делать скриншоты (не более 24 штук за один сеанс). Доступные разрешения: 640x360, 480x272.
- возможность записи MP4 видео в разрешении 320x240 для последующего сохранения на жёсткий диск консоли или выгрузки на сервис YouTube[4][5] (после ввода данных своей учётной записи этого сервиса).
- поддерживается режим отображения HDTV вплоть до 1080p.
- возможность дистанционного запуска этой игры на портативной консоли PlayStation Portable как через прямое Wi-Fi соединение (ad hoc), так и посредством протоколов сети интернет. В данном случаи игра работает посредством трансляции аудиовидеосигнала в режиме реального времени. Ограничения дистанционного запуска: заблокированы все мини-игры, а также возможность делать скриншоты и записывать MP4 видео.
- добавлена XMB-функция: Коллекция Трофеев (яп. 「トロフィー」コレクション Торофи: корэкусён)[6]. Призы (кубки) выдаются в зависимости от количества просмотренных новостных выпусков ToroStation.

## Персонажи

Торо Иноуэ (3-й в нижнем ряду) и его друзья

- Торо Иноуэ (яп. 井上トロ): белый кот — протагонист Mainichi Issho. Его часто называют просто Торо, но его полное имя Торо Иноуэ. День рождения: 6 мая[7]. Группа крови: A. Его мечта — однажды стать человеком[8].
- Куро (яп. クロ): чёрный кот («куро» означает «чёрный» по-японски), лучший друг Торо и одновременно его главный соперник во всём. Первый раз появился в одной из игр данной серии на PlayStation 2.
- Дзюн Михара (яп. 三原ジュン Михара Дзюн): американо-японский розовый кролик, друг главного героя. День рождения: 28 августа. Группа крови: O. Любимая еда: карри и рамэн. Навыки: караоке 2-го разряда[9].
- Судзуки Р (яп. アール・スズキ А:ру Судзуки): металлический робот с четырьмя лицами, приятель Торо. День рождения: 13 сентября. У него необычная группа крови «TYPE B5W-40»[10].
- Рикки (яп. リッキー Рикки:): зелёная лягушка, друг Торо и Куро. День рождения: 4 января. Группа крови: AB[11].
- Пьер Ямамото  (яп. 山本ピエール Ямамото Пиэ:ру): франко-японский коричневый пёс, франкофил и компаньон Торо. День рождения: 14 ноября. Группа крови: A[12].

## Игровые режимы

### ToroStation(яп.トロ･ステーションТоро Сутэ:сён)
ToroStation — это канал полуинтерактивных новостей (об играх, аниме, манге, фильмах, журналах, издательствах, событиях, интересных местах, а также содержащие интервью интересных людей, рецепты, бесплатные электронные вещи, мини-игры, викторины, ссылки на различные сайты, фото, видео и многое другое), пародирующий ежедневные выпуски новостей NHK. Новости представляют Торо и Куро в форме японской традиции мандзай. За просмотр каждого выпуска новостей по умолчанию начисляется 10 очков Myaile, а в некоторых случаях ещё и бонус-очки (например, за правильные ответы во время очередного выпуска).
- Последние новости (яп. 最近のニュース Сайкин но Ню:су): в конце каждого выпуска таких новостей обязательно начисляются 10 и более очков Myaile (яп. みャイル), которые можно потратить в Myaile Shop (яп. みャイルショップ).
- Архив новостей (яп. よりぬきニュース Ёринуки ню:су): за последние 14 месяцев.
- Дополнительная информация (яп. おトク情報 О-току дзё:хо:)
- Избранные ссылки (яп. 紹介したＷｅｂページ сё:кайсита вэбу-пэ:дзи): архив полезных ссылок, которые упоминались в различных новостных выпусках.
- Интерактивные новости (яп. 歴代ニュースランキング Рэкидай Ню:су Ранкингу)
- Избранные игровые новости (яп. ゲーム特集 Гэ:му токусю:)
- История Торо (яп. トロのものがたり Торо но моногатари)
- Конкурсные новости (яп. コンテスト Контэсуто)

### Няватар(яп.ニャバターНябата:)
Няватар — это производное от «ня» (японский аналог русского «мяу») и компьютерного термина аватар. Это ваше виртуальное «Я» в игре, ваше Alter ego. Няватар создаётся при первом запуске игры, но в дальнейшем можно значительно улучшать его внешний вид, покупая различную одежду и аксессуары.
- Одеть (яп. きせかえ кисэкаэ): одежда и аксессуары.
- Основы (яп. きほん кихон): изменить пол и цвет Няватара.
- Mr.Tailor (яп. 仕立て屋さん Ситатэя-сан)[13]
- Fashion Show (яп. ファッションショー Фассён Сё:)[14]

### Прогулка во дворе(яп.おでかけОдэкакэ)
- Сад/двор (яп. 庭 нива): по умолчанию в саду находятся Няватар (Вы) и сам Торо. Во дворе (также как и в комнате) можно размещать различные приобретённые вещи, а также: играть в салки и другие мини игры (яп. おもちゃ омотя), отправить приглашение другу на посещение своего сада, открыть текстовый чат, использовать несколько «быстрых действий» (например: смех, овация, удивление и т. д.), сделать особую фотографию с рамкой, настроить поведение камеры, вернуться в комнату Торо.
- Посетить чужой сад/двор (яп. 人の庭 хито но нива): сад каждый раз выбирается произвольно. Здесь разрешается: открыть текстовый чат, использовать несколько «быстрых действий» (например: смех, овация, удивление и т. д.), сделать особую фотографию с рамкой, отправить сообщение владельцу сада, играть в салки и другие мини игры, вернуться в комнату Торо, посетить ещё один чужой сад.
- Game Center (Игровой Центр) (яп. ゲームセンター Гэ:му Сэнта:)[15]

### Вещи(яп.もちものМотимоно)
- Подарки (яп. おくりもの окуримоно): в основном разнообразная японская еда.
- Перестановка (яп. もようがえ моёгаэ): мебель и предметы.
- Косплей (яп. コスプレ косупурэ): список купленных косплей мини игр.
- Телевизор (яп. テレビ тэрэби): настройки RSS.
- Лицензии (яп. ライセンス райсэнсу): например на съёмку полноразмерных скриншотов.
- Видеокамера (яп. ビデオカメラ бидэокамэра): запись MP4 видео, макс. 10 минут, выгрузка на Youtube.
- Кладовая (яп. ものおき моно-оки)[16]: для невостребованных вещей.

### Покупки(яп.おかいものОкаймоно)
- Магазин Mainichi Issho (яп. まいいつSTORE maiitsu store): все виртуальные товары оплачиваются иенами.
- Магазин Myaile (яп. みャイルショップ myairu shoppu): товары оплачиваются набранными очками Myaile.
- Рейтинг популярности среди вещей (яп. おかいものランキング окаимоно ранкингу): обновляется ежемесячно.

### Игры(яп.ゲームГэ:му)
- «Everyday Right Brain Ranking» (яп. まいにち右脳ランキング майнъити уно: ранкингу)
- «Everyday Right Brain Battle» (яп. まいにち右脳バトル майнъити уно: батору)
- «Everyday Picture SHIRITORI» (яп. まいにちピクチャーしりとり майнъити пикутя: сиритори)
- Косплей игры (яп. コスプレゲーム Косупурэ гэ:му)

### Друзья(яп.フレンドФурэндо)
- Входящие сообщения (яп. 受信箱 дзюсинбако)
- Отправить (другу) подарок (яп. プレゼントをおくる пурэдзэнто о окуру)
- Отправить Няватар предмет (яп. ニャバターアイテムをおくる Нябата: айтэму о окуру)
- Посмотреть полученные приглашения (яп. 招待状をみる дзё:тайдзё: о миру)
- Список друзей (яп. フレンドリスト)